# Черноручей
Черноручей — река (ручей) в Старицком районе Тверской области России.
Берёт начало у деревни Смагино. Высота истока около 165 метров над уровнем моря. Впадает (слева) в реку Жидоховку у деревень Глебово и Попово, на высоте около 149 метров над уровнем моря. Длина — 12 км.
Система водного объекта: Жидоховка → Шоша → Иваньковское водохранилище → Волга → Каспийское море.

## Данные водного реестра
По данным государственного водного реестра России относится к Верхневолжскому бассейновому округу, водохозяйственный участок реки — Волга от города Тверь до Иваньковского гидроузла (Иваньковское водохранилище), речной подбассейн реки — бассейны притоков (Верхней) Волги до Рыбинского водохранилища. Речной бассейн реки — (Верхняя) Волга до Куйбышевского водохранилища (без бассейна Оки).
Код объекта в государственном водном реестре — 08010100712210000002517.